# Гражданская война в Колумбии (1876—1877)
Гражданская война в Колумбии в 1876—1877 годах была политико-религиозным конфликтом, в котором столкнулись интересы консерваторов и радикального крыла либералов. Также известна как Война школ (Guerra de las Escuelas), поскольку консерваторы-клерикалы выступили в ней против светской системы народного образования.

## Предыстория
В соответствии с Конституцией 1863 года, президентские выборы в Соединённых Штатах Колумбии были непрямыми: для победы в первом туре кандидату нужно было победить как минимум в пяти из девяти штатов, если же этого не случалось — то президент выбирался Конгрессом из числа основных кандидатов. В 1876 году впервые случилось так, что никто не победил в первом туре, и решение должен был принимать Конгресс; на голосовании в Конгрессе кандидат от радикального крыла Либеральной партии Акилео Парра получил больше половины голосов и стал новым президентом. Одним из первых шагов нового президента стали меры по секуляризации народного образования, вызвавшие недовольство клерикалов и консерваторов.

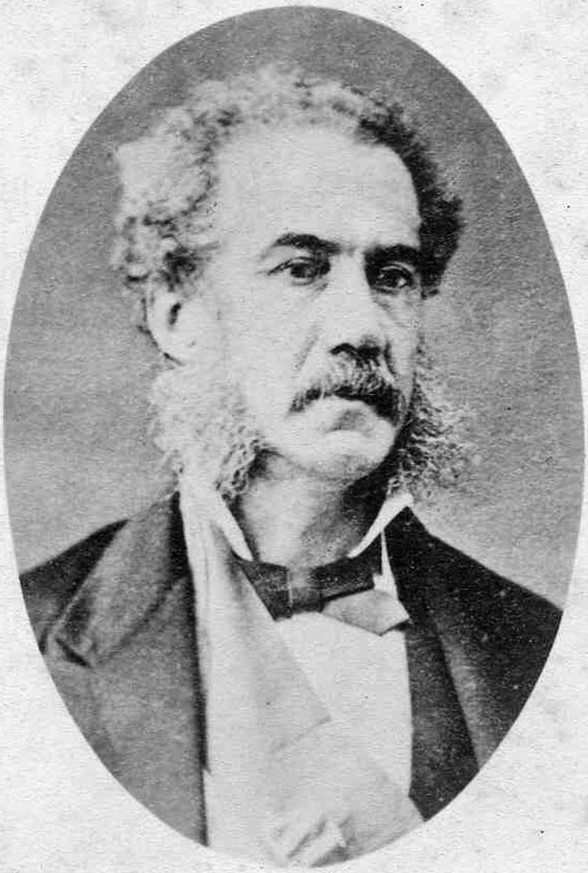
Хулиан Трухильо

## Начало восстания
Борьба против проводимых правительством реформ началось с восстания в Суверенном штате Каука, за которым последовали аналогичные восстания в Суверенных штатах Антьокия и Толима. Вскоре оказались затронуты Суверенные штаты Сантандер, Кундинамарка и Бояка. Быстрое разрастание конфликта было обусловлено двумя причинами: медленным реагированием со стороны центрального правительства на первые восстания, и поддержкой повстанцев со стороны Католической церкви, описывающей борьбу повстанцев как «священную войну».
Первые столкновения между воинскими формированиями сторон произошли на территории Кауки, где отряды повстанцев возглавил являвшийся консерватором президент штата Толима генерал Хоакин Мария Кордова, а во главе правительственных сил стоял являвшийся либералом генерал Хулиан Трухильо. Первоначально у Кордовы было порядка 7 тысяч человек, а у Трухильо — около 4 тысяч, но практически перед началом восстания правительству удалось быстро мобилизовать ещё около 3 тысяч человек (в основном в столице штата городе Попаян).
Боевые действия начались 9 июля 1876 года, когда повстанцы из Антьокии и Толимы атаковали войска в Тулуа. В ответ президент Кауки Сесар Конто объявил состояние общественной опасности. 16 июля 300—400 консерваторов, двигавшихся к Картаго, наткнулись на генерала Рамона Переа, у которого было 150—200 человек; после нескольких часов боя у либералов кончились боеприпасы и они бежали. Взяв город, повстанцы выбрали Серхио Арболеду своим вождём, и сделали Картаго своей штаб-квартирой. В конце месяца весь север штата Каука был в руках повстанцев, в центре и на юге продолжались бои, а первые партизаны-консерваторы начали действовать от Попаяна до границы с Эквадором.
Первая реакция правительства либералов состояла в отправке войск, оружия и снаряжения в зону восстания. После того, как Трухильо был объявлен главой всех вооружённых сил в Кауке, к нему немедленно присоединилось две тысячи человек, и он начал формировать армию для подавления восстания. Тем временем многие консерваторы, узнав о восстании, стали покидать Боготу, чтобы заняться партизанской борьбой в прилегающей к столице сельской местности.
25 июля Трухильо продвинулся до Пасо-де-ла-Торре, и сделал это место базой для операций, ожидая подкреплений. На следующий день 500 солдат под командованием полковника Томаса Ренхифо взяли Пальмирас, обороняемый 900 повстанцами, руководимыми генералом Франсиско Мадриньаном. Таким образом правительственные силы, контролируя центр Кауки, могли предпринять наступление на север. Кроме того, чтобы не дать повстанцам перенести боевые действия на земли к западу от реки Магдалена, 3 августа генерал Даниэль Дельгадо был поставлен во главе 1100 солдат. Одновременно с этим два батальона национальной гвардии начали продвижение от берега реки Каука вглубь континента.
Видя это наступление в Кауке по всем фронтам, консерваторы в других штатах также начали восставать. 8 августа состояние войны объявил президент штата Антьокия Рекаредо де Вилья, а 13 августа — президент штата Толима Антонио Куэрво. В ответ на это президент Парра объявил состояние общественной опасности на федеральном уровне, и приказал армии увеличить численность до 30 тысяч человек и сформировать флотилию на реке Магдалена.
Вооружённые силы были разделены на четыре полевые армии: Южную (в Кауке под командованием генерала Трухильо), Западную (в Толиме и Антьокии под командованием генерала Сантоса Акосты), Атлантическую (в Магдалене, Боливаре и Панаме под командованием генерала Фернандо Понсе) и Резервную (в Бояке, Кундинамарке и Сантандере под командованием генерала Хоакина Рейеса).

## Разрастание войны
В связи с тем, что восставшие приступили к партизанской войне, федеральное правительство организовало свои собственные иррегулярные силы, воевавшие параллельно с регулярными войсками. Для финансирования своих иррегуляров обе стороны прибегали к рэкету по отношению к крестьянам и землевладельцам.
В Кундинамарке действовали две основные партизанские группировки: около 1500 человек в Куаске под командованием Мануэля Брисеньо и Алехандро Посады, и около 200 человек в Эль-Мочуэло под командованием Хуана Ардильи. 22 августа в Гуаске состоялась встреча лидеров повстанцев, на которой доктор Роберто Сармиенто был назначен временным губернатором Кундинамарки, а Рекаредо де Вильа — объявлен национальным президентом. Ответ либералов был мягким: генералу Акосте было поручено «зачистить» опорные пункты повстанцев в регионе Сабана-де-Богота.
29 августа к Трухильо в его лагерь в Лос-Чанкос прибыли подкрепления. В Картаго к повстанцам также прибыли крупные силы под командованием Кордовы, и состоялось первое крупное сражение этой войны, известное как битва при Лос-Чанкос, в котором правительственные войска одержали решительную победу. В результате штат Толима перешёл под контроль либералов, и Анибаль Галиндо был назначен временным губернатором штата.
Развивая успех, либералы по трём направлениям вторглись в штат Антьокия: через Манисалес — 7 тысяч человек под командованием Трухильо, от побережья на Сарагосу — 3 тысячи человек Атлантической армии под командованием Фернандо Понсе, и через долину Фресно — 6 тысяч человек Западной армии под командованием генерала Акосты. Тем временем генерал Дельгадо преследовал остатки войск Кордовы, а Трухильо блокировал генерала Касабьянку и 1400 повстанцев в горах между Кондиной и Картаго.
12 сентября отступающие силы повстанцев влились в войска штата Антьокия. Консерваторы засели в своих оставшихся оплотах в Антьокии и Толиме, готовясь к отражению неминуемой атаки.
Тем временем Трухильо, добив остатки повстанцев в Эль-Тамбо на юге Кауки, 10 числа продолжил наступление. Видя это, Вилья организовал хорошо экипированную 9-тысячную армию, в которую были включены остатки разбитых Трухильо кауканцев, чтобы остановить правительственные войска под Манисалесом. Его войска были разделены на две группировки: одна, на юге, противостояла Трухильо, а другая разместилась в центре Толимы в Ла-Гаррапате под командованием генерала Марселиано Велеса. Тем временем генерал Дельгадо взял Перейру, а генерал Камарго вышел на равнину Ла-Гаррапаты, присоединившись таким образом к наступлению генералов Трухильо и Боорхеса. Консерваторы оказались почти окружены в Ла-Гаррапате, и сражение стало неизбежным.
Президент штата Магдалена генерал Алехандро Понсе, командовавший Атлантической армией, раскрыл заговор, направленный на его свержение, в который были вовлечены ряд высших офицеров. Он немедленно арестовал заговорщиков, и попытка провалилась.

## Партизанская война в Кундинамарке
Повстанцы в Кундинамарке — 2500 человек в Гуаске под командованием Мануэля Брисеньо и 700 человек в Мочуэло под командованием Алехандро Посады — активизировали свою деятельность начиная с конца августа. Для борьбы с первыми был направлен генерал Серхио Камарго с 2400 пехотинцами, 600 кавалеристами и 2 орудиями. Иррегуляры, преследуемые генералом Камарго, прошли через весь штат, рекрутируя крестьян и атакуя мелкие правительственные гарнизоны. Тем временем генерал Габриэль Рейес атаковал силы Посады.
21 октября Камарго сменил Рейеса в вопросе действий в Мочуэло, и нанёс повстанцам поражение при Текендаме, а затем вновь двинулся в Гуаску, но это дало Посаде возможность восстановиться и взяться за старое.
В Суверенном штате Бояка образовались мелкие крестьянские партизанские отряды, общей численностью около тысячи человек, но вскоре они были разгромлены и рассеялись. То же самое произошло и в Толиме, где их уничтожением занимались генералы Дельгадо и Антонио Дуссан, к которым присоединился Рейес; они брали один оплот консерваторов за другим, консолидируя контроль либералов над штатом. Имели место также восстания в приатлантических штатах Панама, Боливар и Магдалена, жизненно важных благодаря своему положению на коммуникациях, связывающих порты с остальной частью страны, но этот регион был менее подвержен влиянию клерикалов, и консерваторам было здесь труднее находить сторонников. Правительства первых двух штатов быстро подтвердили свою верность федеральному правительству, и отправили войска против Антьокии, чтобы не дать ей выхода к побережью.
Встретившись 10 декабря в Сопо и видя неудачу либералов в подавлении партизанского движения в Гуаске и Мочуэло, повстанцы Кундинамарки решили вторгнуться в Сантандер и Бояку, и свергнуть тамошние правительства. Для этого они сконцентрировали 1600—1800 человек, и двинулись на Тунху, оставив несколько сотен человек в Кундинамарке чтобы тревожить противников.
Чтобы покончить с повстанцами, генерал Камарго прибыл в Боготу, откуда, узнав о плане консерваторов, двинулся к Сипакире, намереваясь перекрыть повстанцам дорогу. Однако те сумели пройти и, после полуторамесячного марша, преследуемые Камарго, прибыли в Бояку, а затем в Сантандер, рекрутируя по пути людей и увеличив свою численность до 4 тысяч человек. Чтобы противостоять им, либералы организовали четыре группировки: 600 человек в Сокорро под командованием полковника Рамона Руэды, 1100 человек в Гарсиа-Ровире под командованием генерала Соломона Вильчеса, 1200 человек в Памплоне, Чинакоте и Кукуте под командованием полковников Фортунато Берналя, Даниэля Эрнандеса, Рамона Пеньафорта и Сальвадора Варгаса, и 2000 человек в Гуаненте под командованием генералов Камарго и Габриэля Варгаса Сантоса. Генералы Акоста, оставшийся во главе боевых действий в Толиме, и Трухильо в Кауке, ожидали подкреплений.
Эта новая армия консерваторов под командованием Антонио Вальдеррамы разместилась в районе Памплоны в Ла-Донхуане, и генерал Камарго решил продолжить свою охоту. 24 января 1877 года он вошёл в город, где соединился с силами Вильчеса и Берналя. Либералы начали скоординированное наступление по нескольким направлениям, которое 26-27 января завершилось полным успехом. Преследуя повстанцев, 29 января Камарго вошёл в Кукуту, после чего, оставив преследование на Вильчеса, вернулся в Памплону, после чего 14 февраля одержал победу под Мутискуэй.
Повстанческие войска в центра страны оказались полностью разгромлены. Часть повстанцев ушла в Венесуэлу, часть разошлась по домам. В Кундинамарке, Бояке и Сантандере остались лишь небольшие очаги сопротивления консерваторов. Это стало возможным благодаря соглашению в Сантандере от 14 декабря 1876 года, согласно которому объявлялась амнистия для всех тех, кто сложит оружие до 10 марта следующего года; после этого амнистия могла производиться лишь прямым указом президента Парры.
Партизанское движение в Кундинамарке, оставшись без своих верховных командующих, пошло на спад, однако дороги региона ещё долгое время оставались небезопасными.

## Наступление правительственных сил
В связи с тем, что боевые действия дошли до своей кульминации, в ответ на наступление либералов против Антьокии консерваторы предприняли собственную попытку наступления, надеясь прорваться во внутренние районы страны. Это привело к решающему сражению при Ла-Гаррапате 19-22 ноября 1876 года. Сражение окончилось вничью, и 22 ноября стороны согласились подписать перемирие. Консерваторам не удалось прорваться во внутренние районы страны, однако имея важную поддержку и много ресурсов, они решили продолжать войну, рассчитывая отвоевать территорию.
Повстанцы перегруппировались в Чучильа-дль-Тамбо, разместившуюся в районе Пасто: 1600 человек под командованием Хуана Кахиао и Мигеля Вильоты. В ответ была послана правительственная колонна из 1700 человек под командованием генерала Хосе Санчеса, и 29 ноября они сошлись в бою, после которого Санчес направился в Попаян. Разбитые повстанцы отступили к Пасто, откуда часть их бежала в Эквадор, а другая, ведомая Карлосом Патиньо, захватила 19 декабря Сантьяго-де-Кали, где забаррикадировалась в основных зданиях в центре города. Однако 24 декабря город был отбит генералом Давидом Пеньа.

## Восстание в Магдалене
7 февраля сенатор и генерал Фелипе Фариас восстал в Сан-Хуан-де-Сесар. В ответ генерал Фернандо Понсе во главе 1200 солдат после высадки в Пунта-Монтойе два дня спустя, 21 февраля, занял Пуэрто-Сальгар, а затем оккупировал Риоачу. Тем временем генерал Камарго, приостановив операции в центре, двинулся на Санта-Крус-де-Момпос, а оттуда — на Барранкилью, где разгромил повстанцев. 18 апреля он победоносно вошёл в Риоачу.
25 мая Фариас сдался президенту Магдалены в обмен на общую амнистию для него и его сторонников.

## Бои в Антьокии
Воспользовавшись бездействием либералов Акосты и Трухильо, генералы повстанцев Арболеда и Кордова продвинулись на новые позиции в Толиме, однако в феврале, когда центр страны стал относительно спокойным, правительство перенесло усилия на подавление восстания на юге.
Акоста сконцентрировал 2800 человек, и выступил из Агуабониды в Соледад. В ответ правительство штата Антьокия отправило 1500 человек под командованием Алехандро Рестрепо, чтобы перекрыть им проход. В сражении у деревни Эль-Пальмичаль 2-3 марта либералы были отбиты, и им пришлось вернуться обратно в Агуабониду.
10 марта либералы предприняли наступление в Кауке, взяв Аренильо. 24 марта генерал Хоакин Мария Кордова покинул Манисалес, намереваясь вторгнуться в Кауку. На следующий день он столкнулся возле Аренильо с генералом правительственных войск Мигелем Бооркесом, потерпел поражение и был вынужден вернуться в Манисалес.
Стоящий на дороге из Антьокии в Кауку Манисалес, окружённый горами и реками, было удобно оборонять. Генерал консерваторов Велес планировал собрать там до 8000 человек, после чего предпринять новые боевые действия против Трухильо, однако тот нарушил его планы, осадив город до подхода подкреплений.
22 марта Трухильо атаковал позиции консерваторов возле города и захватил их. Лишившись возможностей к продолжению сопротивления, президент штата Антьокия Сильверио Аранго подписал в местечке Сан-Антонио капитуляцию. Административная власть в штате перешла в руки генерала Трухильо, который организовал временное правительство, начавшее работу с 10 апреля. 11 апреля было заключено соглашение в Толиме между генералами Дидасио Дельгадо и Антонио Куэрво, а 18 апреля была объявлена всеобщая амнистия для тех повстанцев, кто сложит оружие в течение определённого промежутка времени (различного в зависимости от штата).
Войска Трухильо вошли во внутренние районы штата, оккупировав 18 апреля Рионегро, а 22 — Меделин.

## Конец войны
После капитуляции в Сан-Антонио основная часть повстанцев сложила оружие, но группы иррегуляров и ренегатов продолжали свою деятельность по всей Колумбии. Однако либералы перебросили на борьбу с ними высвободившиеся большие массы войск, и те были вынуждены один за другим сложить оружие, либо были уничтожены.

## Результаты
В 1877 году генерал Трухильо был назначен Военным и гражданским главой и президентом Суверенного штата Антьокия, взяв в свои руки власть над этим консервативным регионом. В 1878 году Трухильо, поддержанный обоими крыльями Либеральной партии, победил на выборах и стал президентом Колумбии.
За поддержку восстания были изгнаны епископы Пасто, Попаяна, Санта-Фе-де-Антьокии и Меделина.